# Bordj Omar Driss
Bordj Omar Driss là một đô thị thuộc tỉnh Illizi, Algérie. Dân số thời điểm năm 2002 là 3.547 người.